# Pseudanthias dispar
Espèce
Pseudanthias dispar est un poisson marin de la sous-famille des Anthiinae habitant l'Indopacifique. En français, il est nommé Anthias pêche ou Barbier.

## Description
Le mâle arbore une nageoire dorsale rouge vif et ses nageoires ventrales sont fortement développées. La femelle présente une coloration orangée sur le corps et jaunâtre sur la queue tandis qu’une ligne rose, partant du sommet du museau, traverse la partie inférieure de l’œil. L’Anthias pêche atteint une longueur maximale de 9,5 cm. 

## Répartition
Cette espèce peuple l’Indopacifique, depuis l’île Christmas, dans l’océan Indien oriental, jusqu’aux îles de la Ligne. Au nord, elle atteint les îles Yaeyama et, au sud, la Grande Barrière de Corail australienne, les Fidji et les Samoa. Dans l’Océan indien, elle est remplacée par Pseudanthias ignitus. 

## Habitat
L’Anthias pêche est associé aux récifs où il habite les eaux peu profondes, entre 1 et 18 mètres environ. On le trouve généralement sur les tombants et les pentes récifales les plus exposés aux mouvements des courants. 

## Comportement
Lorsqu’ils recherchent leur nourriture, au gré des courants agitant le récif, ces poissons forment des groupes importants réunissant aussi bien des mâles que des femelles. Les Anthias pêche se rencontrent souvent en grand nombre à proximité des formations de madrépores, à la limite des tombants externes. Tout comme chez les autres espèces d’Anthias, ces rassemblements constituent un magnifique spectacle, probablement l’un des plus beaux du monde corallien. 